# Kastbanefärd

Enligt teorin om Isaac Newtons kanonkula är exempel a och B kastbanefärd.

En kastbanefärd är en rymdfärd där farkosten skjuts ut från en himlakropp, men får upp för låg fart för att gå in i omloppsbana eller fortsätta ut i rymden, och i stället åker tillbaka mot samma himlakropp där den startade. Vanligtvis används en bärraket, men även försök med rymdkanon har gjorts.
De första föremålen i kastbanefärd var de tyska V2-raketerna under andra världskriget.